# Чайковский, Игорь Геннадьевич
И́горь Генна́дьевич Чайко́вский (укр. Ігор Геннадійович Чайковський; род. 7 октября 1991, Черновцы) — украинский футболист, полузащитник.

## Биография

### Клубная карьера
Занимался футболом в родном городе Черновцы под руководством тренера Юрия Лепестова. Занимался футболом в ДЮСШ № 2. Выступал в ДЮФЛ за «Буковину». В 2005 году перешёл в академию донецкого «Шахтёра». В 15 лет вместе с «Шахтёром» выиграл Кубок Брагина.
Весной 2008 года был переведён в «Шахтёр-3». Во второй лиге Украины дебютировал 3 апреля 2008 года в матче против луганского «Коммунальника» (2:1). После Чайковский выступал за дубль «Шахтёра» в молодёжном первенстве. В сезоне 2008/09 вместе с дублем выиграл молодёжный чемпионат. В дубле Игорь Чайковский нередко играл в роли капитана.
Зимой 2010 года перешёл на правах аренды до конца сезона 2009/10 в луганскую «Зарю». В украинской Премьер-лиге дебютировал 28 февраля 2010 года, выйдя в стартовом составе в игре «Зари» против днепропетровского «Днепра» (2:2).
С 2011 года по 2012 год выступал в аренде в мариупольском «Ильичёвце». Летом 2012 года стал полноправным игроком «Ильичёвца», однако сразу после этого, Чайковский был отдан луганской «Зари» до конца сезона 2012/13. В июле 2013 года подписал трёхлетний контракт с «Зарёй».

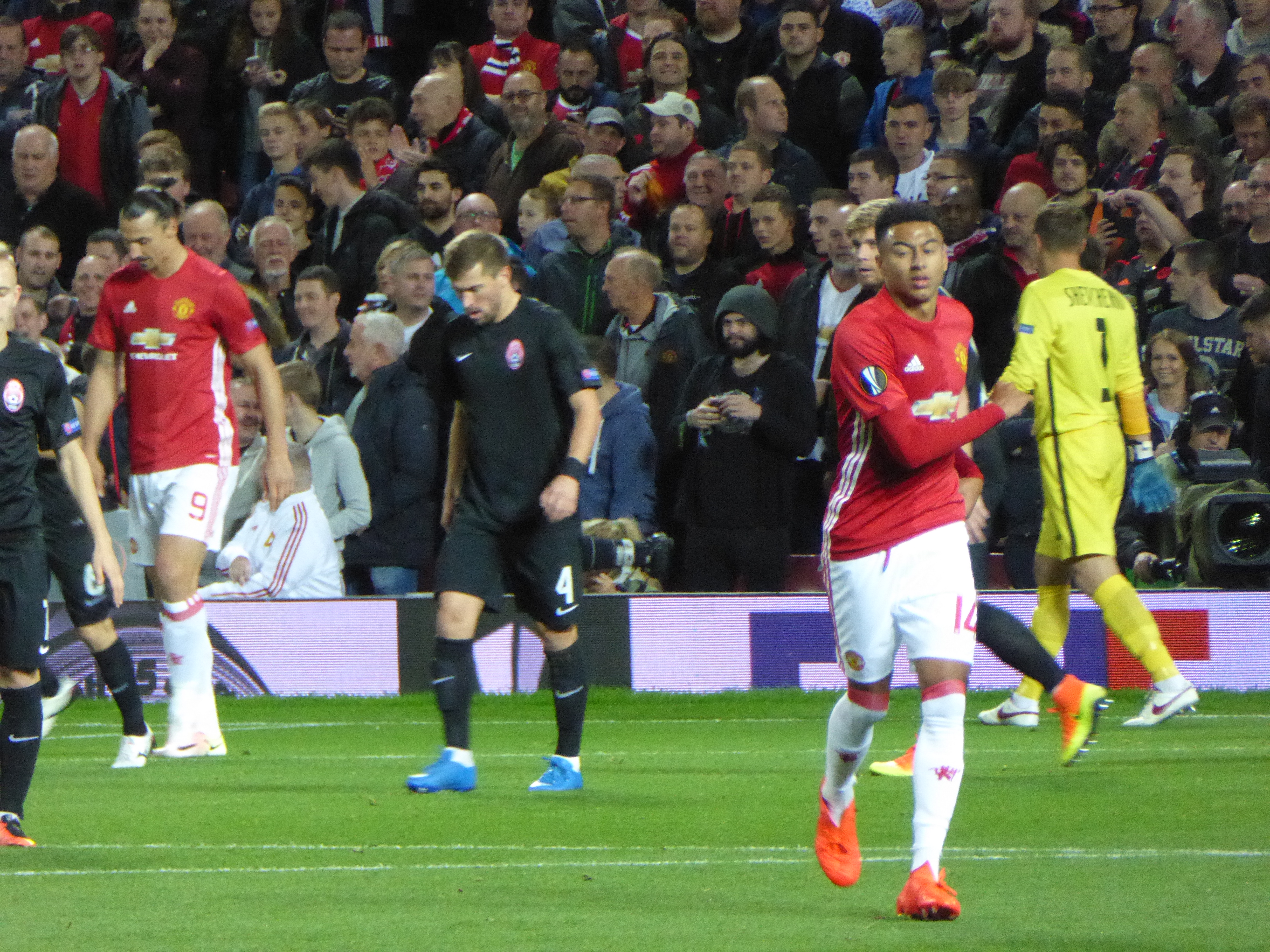
Игорь в матче группового этапа Лиги Европы УЕФА: «Заря» — «Манчестер Юнайтед» («Олд Траффорд», сентябрь 2016 года).

Летом 2017 года заключил контракт с махачкалинским «Анжи». В чемпионате России дебютировал 26 ноября 2017 года в рамках 18-го тура турнира против «Ростова» (0:2). В расположении дагестанского клуба пробыл менее года, затем снова вернулся в состав «Зари». Всего за луганский клуб полузащитник провёл 142 матча (3 гола и 4 голевых передачи). В течение нескольких сезонов в их составе выступал в Лиге Европы УЕФА.
В 2021 году играл в клубах: «Ингулец» и «Полесье» (Житомир). В августе 2022 подписал контракт с родным клубом «Буковина», но впоследствии получил предложение от клуба Премьер-лиги харьковского «Металлиста», где и продолжил карьеру в течение одного сезона. После чего вернулся в родной черновицкий клуб, который выступал в рамках первой украинской лиги. В первой части сезона был капитаном команды. В летнее межсезонье 2024 завершил сотрудничество с клубом. Всего в составе родной команды в период 2022, 2023—2024 годов Игорь провел 22 официальных поединка. В сезоне 2024/25 в составе ФК «Фазенда» стал чемпионом Черновицкой области, после чего завершил карьеру игрока.

### Карьера в сборной
В составе юношеской сборной Украины до 17 лет провёл 12 матчей и забил 1 гол (сборной Сербии).
В юношеской сборной до 19 лет дебютировал 30 сентября 2008 года в матче против Франции (3:1). Чайковский был включён Юрием Калитвинцевым в состав сборной Украины на юношеский чемпионат Европы 2009 года в Донецке и Мариуполе. На турнире Игорь провёл 3 матча — против Швейцарии и Сербии. Также Чайковский сыграл в победном финальном матче против Англии (2:0).
Всего за юношескую сборную до 19 лет провёл 21 поединок (отличившийся 6 голами), после чего выступал в составе молодёжной сборной Украины (11 матчей, 2 гола). Дебютировал 3 сентября 2010 года в товарищеском матче против Беларуси (4:1), в том же матче отличился и дебютным голом.

## Достижения
«Заря» (Луганск)
- Финалист Кубка Украины: 2015/16
- Бронзовый призёр чемпионата Украины: 2016/17

Сборная Украины (до 19 лет)
- Чемпион Европы среди юношей: 2009

## Статистика
| Сезон   | Клуб              | Лига                 | Чемпионат | Чемпионат | Кубок | Кубок | Дубль | Дубль | Еврокубки | Еврокубки |
| Сезон   | Клуб              | Лига                 | Игры      | Голы      | Игры  | Голы  | Игры  | Голы  | Игры      | Голы      |
| ------- | ----------------- | -------------------- | --------- | --------- | ----- | ----- | ----- | ----- | --------- | --------- |
| 2007/08 | Шахтёр-3          | Вторая лига Украины  | 6         | 0         | —     | —     | —     | —     | —         | —         |
| 2007/08 | Шахтёр (Донецк)   | Высшая лига Украины  | 0         | 0         | 0     | 0     | 2     | 0     | —         | —         |
| 2008/09 | Шахтёр (Донецк)   | Премьер-лига Украины | 0         | 0         | 0     | 0     | 29    | 0     | —         | —         |
| 2009/10 | Шахтёр (Донецк)   | Премьер-лига Украины | 0         | 0         | 0     | 0     | 10    | 3     | —         | —         |
| 2009/10 | Заря (Луганск)    | Премьер-лига Украины | 14        | 0         | 0     | 0     | 0     | 0     | —         | —         |
| 2010/11 | Заря (Луганск)    | Премьер-лига Украины | 14        | 0         | 1     | 0     | 0     | 0     | —         | —         |
| 2010/11 | Ильичёвец         | Премьер-лига Украины | 9         | 0         | 0     | 0     | 1     | 1     | —         | —         |
| 2011/12 | Ильичёвец         | Премьер-лига Украины | 20        | 0         | 0     | 0     | 0     | 0     | —         | —         |
| 2012/13 | Ильичёвец         | Премьер-лига Украины | 0         | 0         | 0     | 0     | 5     | 0     | —         | —         |
| 2012/13 | Заря (Луганск)    | Премьер-лига Украины | 14        | 0         | 0     | 0     | 3     | 0     | —         | —         |
| 2013/14 | Заря (Луганск)    | Премьер-лига Украины | 14        | 1         | 0     | 0     | 1     | 0     | —         | —         |
| 2014/15 | Заря (Луганск)    | Премьер-лига Украины | 14        | 0         | 4     | 0     | 0     | 0     | 5         | 0         |
| 2015/16 | Заря (Луганск)    | Премьер-лига Украины | 15        | 1         | 7     | 0     | 0     | 0     | 3         | 0         |
| 2016/17 | Заря (Луганск)    | Премьер-лига Украины | 17        | 1         | 0     | 0     | 0     | 0     | 5         | 0         |
| 2017/18 | Анжи              | Премьер-лига России  | 1         | 0         | 0     | 0     | 0     | 0     | —         | —         |
| 2018/19 | Анжи              | Премьер-лига России  | 12        | 0         | 2     | 0     | 0     | 0     | —         | —         |
| 2018/19 | Заря (Луганск)    | Премьер-лига Украины | 9         | 0         | 0     | 0     | 0     | 0     | —         | —         |
| 2019/20 | Заря (Луганск)    | Премьер-лига Украины | 3         | 0         | 0     | 0     | 4     | 0     | 1         | 0         |
| 2020/21 | Заря (Луганск)    | Премьер-лига Украины | 2         | 0         | 0     | 0     | 4     | 0     | 0         | 0         |
| 2020/21 | Ингулец           | Премьер-лига Украины | 4         | 0         | 0     | 0     | 0     | 0     | —         | —         |
| 2021/22 | Полесье (Житомир) | Первая лига Украины  | 17        | 0         | 2     | 0     | —     | —     | —         | —         |
| 2022/23 | Буковина          | Первая лига Украины  | 3         | 0         | —     | —     | —     | —     | —         | —         |
| 2022/23 | Металлист         | Премьер-лига Украины | 16        | 0         | —     | —     | —     | —     | —         | —         |
| 2023/24 | Буковина          | Первая лига Украины  | 19        | 0         | 0     | 0     | —     | —     | —         | —         |

| I дивизион — 178 матчей (3 гола) II дивизион — 39 матчей III дивизион — 6 матчей | Еврокубки — 14 матчей Кубок — 16 матчей Дубль — 59 матчей (4 гола) |